# Tambaksari (Tambaksari)
Tambaksari is een bestuurslaag in het regentschap Ciamis van de provincie West-Java, Indonesië. Tambaksari telt 3524 inwoners (volkstelling 2010).